# Olympische Jugend-Sommerspiele 2018/Teilnehmer (Bahamas)
| Gelbes Symbol für Goldmedaillen mit stilisierten Olympischen Ringen | Graues Symbol für Silbermedaillen mit stilisierten Olympischen Ringen | Braundes Symbol für Bronzemedaillen mit stilisierten Olympischen Ringen |
| ------------------------------------------------------------------- | --------------------------------------------------------------------- | ----------------------------------------------------------------------- |
| —                                                                   | —                                                                     | —                                                                       |

Die Jugend-Olympiamannschaft der Bahamas für die III. Olympischen Jugend-Sommerspiele vom 6. bis 18. Oktober 2018 in Buenos Aires (Argentinien) bestand aus sieben Athleten.

## Athleten nach Sportarten

### Leichtathletik
| Mädchen - Megan Moss 400 m: DNF | Jungen - Adrian Curry 100 m: 11. Platz - Raymond Oriakhi 400 m: 13. Platz - Matthew Thompson 400 m Hürden: 13. Platz - Shaun Miller Hochsprung: 7. Platz |

### Schwimmen
| Mädchen - Victoria Russell 50 m Schmetterling: 27. Platz | Jungen - Izaak Bastian 50 m Freistil: 29. Platz 50 m Brust: 14. Platz 100 m Brust: 27. Platz 200 m Brust: 23. Platz |